# Chelle Stack
Chelle Stack (Endicott, 23 de julho de 1973) é uma ex-ginasta estadunidense, que competiu em provas de ginástica artística.
Woods fez parte da equipe estadunidense que disputou os Jogos Pan-americanos de La Habana, em Cuba. Neles, foi membro da seleção tricampeã por equipes. Individualmente, conquistou ainda mais duas medalhas: no concurso geral, superada pela  compatriota Stephanie Woods, foi a vice-camepã; já nos exercícios de solo, saiu-se campeã. Treinada por Béla Karolyi, compôs ainda a seleção que disputou os Jogos Olímpicos de Seoul, na Coreia do Sul, nos quais atingiu como melhor colocação, o quarto lugar por equipes. Aposentada, atuou pelo Cirque du Soleil, no espetáculo La Nouba, em Orlando, na Flórida. Mais tarde, abriu o ginásio Chelle Stack's na mesma cidade, onde vive.